# Пелэм-Клинтон-Хоуп, Генри, 9-й герцог Ньюкасл-андер-Лайн
Генри Эдуард Хью Пелэм-Клинтон-Хоуп (англ. Henry Edward Hugh Pelham-Clinton-Hope; 8 апреля 1907, Лондон, Великобритания — 4 ноября 1988, Лимингтон, Хэмпшир, Великобритания) — британский аристократ, 9-й герцог Ньюкасл-андер-Лайн и 16-й граф Линкольн с 1941 года (до этого носил титул графа Линкольна в качестве титула учтивости). Участник Второй мировой войны, офицер ордена Британской империи. Не оставил сыновей, так что его титулы перешли к другой ветви семьи.

## Биография
Генри был сыном Фрэнсиса Пелэм-Клинтон-Хоупа, 8-го герцога Ньюкасл-андер-Лайн. Он учился в Итонском колледже и колледже Магдалены в Оксфорде, где получил степень бакалавра искусств. В 1933—1948 годах исполнял обязанности мирового судьи в Ноттингемшире, в 1937—1948 годах был депутатом-лейтенантом от того же графства. Служил в авиации, участвовал во Второй мировой войне и в 1945 году стал офицером ордена Британской империи. После смерти отца в 1941 году Генри унаследовал его владения и титулы и занял место в Палате лордов как 9-й герцог Ньюкасл-андер-Лайн.
Герцог был трижды женат — на Джейн Бэнкс, Мэри Монтегю-Стюарт-Уорли и Салле Анстис. Вторая жена родила ему двух дочерей. Это были:
- Патрисия (родилась в 1949), жена Алана Паризера и Ника Манкусо[5];
- Кэтлин Мэри Габриэль (1951—2016), жена Эдуарда Рейнольдса и Алана Доусона[6].

После смерти герцога его титул перешёл к другой ветви семьи.